# Basketball-Südamerikameisterschaft 1941
Die Basketball-Südamerikameisterschaft 1941, die neunte Basketball-Südamerikameisterschaft, fand zwischen dem 18. und 26. April 1941 in Mendoza, Argentinien statt, das zum zweiten Mal die Meisterschaft ausrichtete. Gewinner war die Nationalmannschaft Argentiniens, die zum dritten Mal den Titel erringen konnte. Zugleich wurde zum fünften Mal in Folge der Ausrichter der Meisterschaft auch Sieger des Turniers.

## Modus
Jede Mannschaft spielte gegen jeden Gegner einmal, sodass jede Mannschaft fünf Spiele (insgesamt fanden 15 Spiele statt) zu absolvieren hatte. Pro Sieg gab es zwei Punkte, für eine Niederlage immerhin noch einen Punkt. Die Mannschaft, die nach den Begegnungen auf Rang eins stand, wurde Südamerikameister 1941.

## Platzierungen und Ergebnisse
| Platz | Mannschaft  | Punkte | G | V | Körbe   | Diff |       | Argentinien | Peru 1825 | Uruguay | Chile | Brasilien 1889 | Paraguay 1842 |
| ----- | ----------- | ------ | - | - | ------- | ---- | ----- | ----------- | --------- | ------- | ----- | -------------- | ------------- |
| 1     | Argentinien | 10     | 5 | 0 | 233:129 | +104 |       | 32:17       | 33:25     | 51:32   | 51:26 | 66:29          |               |
| 2     | Peru        | 9      | 4 | 1 | 224:167 | +57  | 17:32 |             | 37:36     | 46:36   | 48:28 | 76:35          |               |
| 3     | Uruguay     | 8      | 3 | 2 | 206:151 | +55  | 25:33 | 36:37       |           | 48:27   | 32:30 | 65:24          |               |
| 4     | Chile       | 7      | 2 | 3 | 190:208 | −18  | 32:51 | 36:46       | 27:48     |         | 48:36 | 47:27          |               |
| 5     | Brasilien   | 6      | 1 | 4 | 187:208 | −21  | 26:51 | 28:48       | 30:32     | 36:48   |       | 67:29          |               |
| 6     | Paraguay    | 5      | 0 | 5 | 144:321 | −177 | 29:66 | 35:76       | 24:65     | 27:47   | 29:67 |                |               |

Argentinien sicherte sich somit ungeschlagen zum dritten Mal den Titel der Südamerika-Meisterschaft. Paraguay konnte auch bei seiner zweiten Teilnahme keinen Sieg erringen.
| Argentinien          |
| Meister Argentinien  |
| Dritte Meisterschaft |